# Comuna Bărbătești, Vâlcea
Bărbătești este o comună în județul Vâlcea, Oltenia, România, formată din satele Bărbătești, Bârzești, Bodești (reședința) și Negrulești.

## Demografie
Componența etnică a comunei Bărbătești
     Români (93,06%)
     Alte etnii (6,94%)
Componența confesională a comunei Bărbătești
     Ortodocși (92,18%)
     Alte religii (0,53%)
     Necunoscută (7,29%)
Conform recensământului efectuat în 2021, populația comunei Bărbătești se ridică la 2.853 de locuitori, în scădere față de recensământul anterior din 2011, când fuseseră înregistrați 3.318 locuitori. Majoritatea locuitorilor sunt români (93,06%). Din punct de vedere confesional, majoritatea locuitorilor sunt ortodocși (92,18%), iar pentru 7,29% nu se cunoaște apartenența confesională.

## Politică și administrație
Comuna Bărbătești este administrată de un primar și un consiliu local compus din 13 consilieri. Primarul, Bogdan-Ilie Păunei[*], de la Partidul Național Liberal, este în funcție din 1 noiembrie 2024. Începând cu alegerile locale din 2024, consiliul local are următoarea componență pe partide politice:

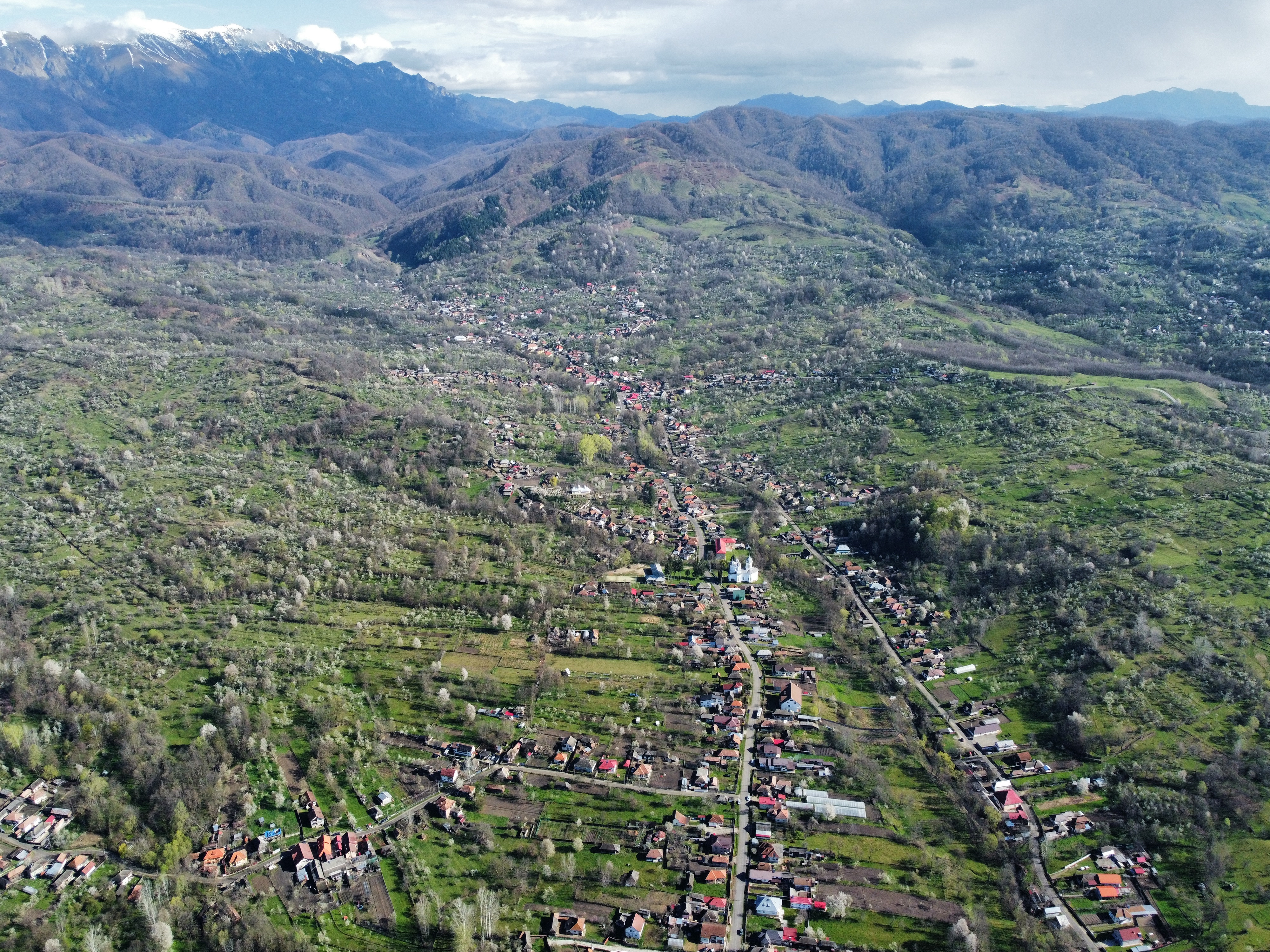
Imagine din dronă a satului Bărbătești, Vâlcea

|  | Partid                          | Consilieri | Componența Consiliului | Componența Consiliului | Componența Consiliului | Componența Consiliului | Componența Consiliului | Componența Consiliului |
|  | ------------------------------- | ---------- | ---------------------- | ---------------------- | ---------------------- | ---------------------- | ---------------------- | ---------------------- |
|  | Partidul Social Democrat        | 6          |                        |                        |                        |                        |                        |                        |
|  | Partidul Național Liberal       | 6          |                        |                        |                        |                        |                        |                        |
|  | Alianța pentru Unirea Românilor | 1          |                        |                        |                        |                        |                        |                        |

## Vezi și
- Biserica „Intrarea în Biserică” din Bodești
- Biserica Sfântul Nicolae din Vătășești
- Biserica Intrarea în biserică a Maicii Domnului din Mierlești
- Buila - Vânturarița (sit de importanță comunitară)